# شیر دریایی اشتلر
شیر دریایی اشتلر (نام علمی: Eumetopias jubatus) نام یک گونه از تیره فک‌های گوش‌دار است.